# Passion and the Opera
《Passion and the Opera》是芬兰交响金属乐团夜愿专辑《Oceanborn》的第三张单曲，单曲只以卡套形式发行。歌曲只在1999年至2001年间现场演唱，但2007年，夜愿原主唱塔雅·图伦尼在和她自己的乐队现场演唱了音乐。
单曲封面绘制着和《Oceanborn》与《Wishmaster》封面一样的猫头鹰。

## 曲目列表
1. Passion and the Opera（单曲版）
2. Sacrament of Wilderness